# Földi hajók (Star Trek)
Ezeket a hajókat a fikcionális Star Trek univerzumbéli, földi Csillagflotta építette és üzemeltette, nagyjából 2130-tól.

## Történet
2063-ban, Zefram Cochrane befejezte Phoenix nevű hajóját, mely az emberiség első, térváltásra, azaz a fénysebességnél gyorsabb utazásra képes hajója volt. Az első próbaút következménye volt a vulkániakkal való első kapcsolatfelvétel, mely meghatározta az emberiség további jövőjét, és beléptette az embereket az űrutazó fajok sorába. Azzal, hogy az emberi faj kijutott a csillagközi térbe, a térhajtómű-technológia, mely eddig csak két faj, az emberek és a vulkániak tulajdona volt, fénysebességgel kezdett terjedni a különböző fajok között. Először a klingonok, majd a romulánok és az andóriaiak tettek szert különféle módokon (mindhárom faj az emberi technológiával, de azok tudta nélkül) a fénysebesség feletti utazásra.
Az egyre több, csillagközi utazásra képes faj felbukkanása, és hogy ezeknek nem mindegyike volt békés, meggyőzte a Csillagflottát, hogy a saját kezébe vegye az ismeretlen világűr feltérképezését, és egyúttal a gyorsan szaporodó kolóniák és kereskedelmi útvonalak biztosítását. Az így létrehozott flotta egyúttal lehetőséget biztosított az emberek számára, hogy fokozatosan tökéletesítsék Cochrane hajtóművét, egészen a szubtéri 5-ös fokozatig, méghozzá az egyre szkeptikusabb vulkániak folyamatos hátráltatása ellenére.
2151-ben érte el a Csillagflotta a legnagyobb eredményét: útjára indították az első, NX osztályú, 5-ös szubtéri fokozatra képes hajójukat, az Enterprise-t. A hajó, és később testvérhajóinak kalandos pályafutása bizonyította a konstrukció kiválóságát, ám egy évtized múlva már elégtelen fejlettségűnek mutatkoztak a romulán-föld háborúban. Az osztályt 2161-ben a Daedalus típus váltotta fel, és még ebben az évben átvette azt az új Egyesült Csillagflotta, mely a frissen alakult Föderáció védelmi, tudományos és diplomáciai szervezete volt. Ezzel egy időben az összes korábbi földi hajót lassan kivonták a szolgálatból.

## Felépítés
Ezek a hajók már sok vonásukban magukon viselik a későbbi "standard" Csillagflottás jellegzetességeket, mint például a pilonokon nyugvó, szivar alakú hajtómű-gondolák, vagy a tányér-szerű parancsnoki szekció, bár ez utóbbiról konkrétan még nem beszélhetünk, mivel a "csészealj" magában foglalta a gépházat is. A hajók mérete és alakja fokozatosan változott, igazodva a legújabb gépészeti és tudományos felfedezésekhez. Az általános felépítés szerint a hajó tetején volt található a parancsnoki híd, majd kb a hajótest közép-vonalában, de kicsit hátrafelé a gépház. Az alsó szinteket raktárak, dokkoló-hangár és a fegyverplatformok foglalták el. Ezek a típusok nem voltak magasak, így a reaktoraik még fekvőhelyzetűek voltak, ami bonyolult reakció-szabályozást igényelt, ezért gyakoriak voltak a meghibásodások. Természetesen el voltak látva gyengélkedővel, laboratóriumokkal is, ám a szállások nagyon szűkösek voltak, minden kabinban 2 ember lakhatott, kivéve a főtisztek és a különböző delegációk apró "magán-kabinjait", melyekhez "luxusként" saját zuhanyzó is járt.

## Típusok
- 2132 – Neptune osztály: a Csillagflotta első hajótípusa, maximális sebessége még csupán az 1.7-es fokozat. 2169-ben kivonták a szolgálatból.
- 2151 – NX osztály: az első földi hajó, mely képes volt elérni az 5-ös fokozatot. Bár a minősítés csupán papír szerint volt ekkora, az Enterprise egyszer egy meghibásodás miatt kénytelen volt 5.2-es fokozatra gyorsítani.
- 2152 – Intrepid osztály: mivel az NX típust egyszerre tervezték kutatási és védelmi célokra, szükség volt egy inkább hadászati jellegű osztály kifejlesztésére is. Ez lett az Intrepid, mely sebességében megegyezett a nagy előd NX-ével, ám már fejlettebb fegyverzetet kapott.
- 2161 – Daedalus osztály: a romulánokkal folytatott háború tanúságait levonva született meg ez a típus, mely lehetővé tette az emberek számára, hogy javítsanak az egyre romló erőviszonyokon. Az osztály egyben az első föderációs hajóosztályként is ismeretes.